# Eva flexa
Eva flexa är en fjärilsart som beskrevs av András Vojnits 1981. Eva flexa ingår i släktet Eva och familjen mätare. Inga underarter finns listade i Catalogue of Life.